# Erotofobia
Erotofobia (del griego eroto, eros; amor, deseo sexual, y phobia, temor) o Coitofobia es una fobia o miedo hacia el acto sexual. Esta fobia provoca en el individuo un rechazo, o temor en algunos casos, hacia un acto sexual o semi sexual.

## Causas
El individuo que la padece puede tenerla por miedo hacia una enfermedad de transmisión sexual, por exposición a pornografía, traumas, nudofobia, o por la educación recibida.

## Consecuencias
La erotofobia puede llevar a la castidad voluntaria e involuntaria del individuo.

## Tratamiento
La mayoría de terapeutas y sexólogos profundizan en el origen y platica de la fobia. 